# A320 (canción de Foo Fighters)
«A320» es un sencillo de la banda de rock estadounidense Foo Fighters lanzado en 1998 como parte de la banda sonora del largometraje Godzilla. El título del tema hace referencia al avión comercial Airbus A320.  
Esta grabación significaría la primera vez de la banda trabajando con su nueva formación, incluyendo al baterista Taylor Hawkins y a Franz Stahl, quien reemplazó a Pat Smear como guitarrista a fines de 1997. Además, también fue la primera vez que la banda incluyó a músicos invitados: el teclista Benmont Tench y la violinista Petra Haden.
Aunque Dave Grohl ha hablado positivamente de 'A320' como canción, estaba menos entusiasmado con la película para la que fue grabada. “Estábamos muy orgullosos de él, lo presentamos y nos dieron un cheque”. La banda estaba de vuelta en la gira cuando salió la película y encontraron tiempo para ir a verla, pero pronto desearon no haberse molestado. "Sufrimos las dos horas y media para sentarnos frente a Godzilla", dijo Grohl. Antes de una inédita interpretación en vivo del tema durante un concierto en Estocolmo en noviembre de 1999, el líder de la banda fue aún más mordaz. “[A320] estaba en la banda sonora de la peor película que hayas visto en tu vida”, le dijo a la multitud, antes de agregar “¡pero la canción es buena!”.